# Alexander Rondón
Alexander Rondón Heredia (Cumaná, 30 agosto 1977) è un ex calciatore venezuelano, di ruolo attaccante.

## Carriera

### Club
Dopo aver militato per anni nel Deportivo Táchira, ha trovato al Deportivo Anzoátegui il titolo di capocannoniere del campionato venezuelano di calcio.

### Nazionale
Con la Nazionale di calcio venezuelana gioca dal 1999 al 2009, partecipando a tre edizioni della Copa América.

## Palmarès

### Club

#### Competizioni nazionali
- Campionato venezuelano: 1

Caracas: 2000-2001